# MTV Video Music Brasil de hit do ano
O MTV Video Music Brasil de hit do ano foi uma categoria da premiação MTV Video Music Brasil, atribuída a canções que se tornaram populares no país. O MTV Video Music Brasil foi uma premiação com o intuito de premiar os melhores videoclipes nacionais. Em 2007, ano em que a categoria foi exibida pela primeira vez, a cerimônia sofreu mudanças para parecer-se com "um grande prêmio musical", segundo Zico Góes, diretor de programação do canal.
Nas quatro primeiras edições, cinco canções foram indicadas, com um vencedor. NX Zero venceu em 2007, 2008 e 2009, com "Razões e Emoções", "Pela Última Vez" e "Cartas pra Você", respectivamente. Em 2010, a banda Restart venceu com a canção "Levo Comigo". Nas duas últimas edições, dez canções foram indicadas: em 2011, quando a vencedora foi "Me Acorde pra Vida", do CW7, e na última vez em que a categoria foi exibida, em 2012, quando venceu "Menina Estranha" do Restart.

## Vencedores
| Ano  | Artista | Canção               | Indicados | Ref.  |
| ---- | ------- | -------------------- | --- | ----- |

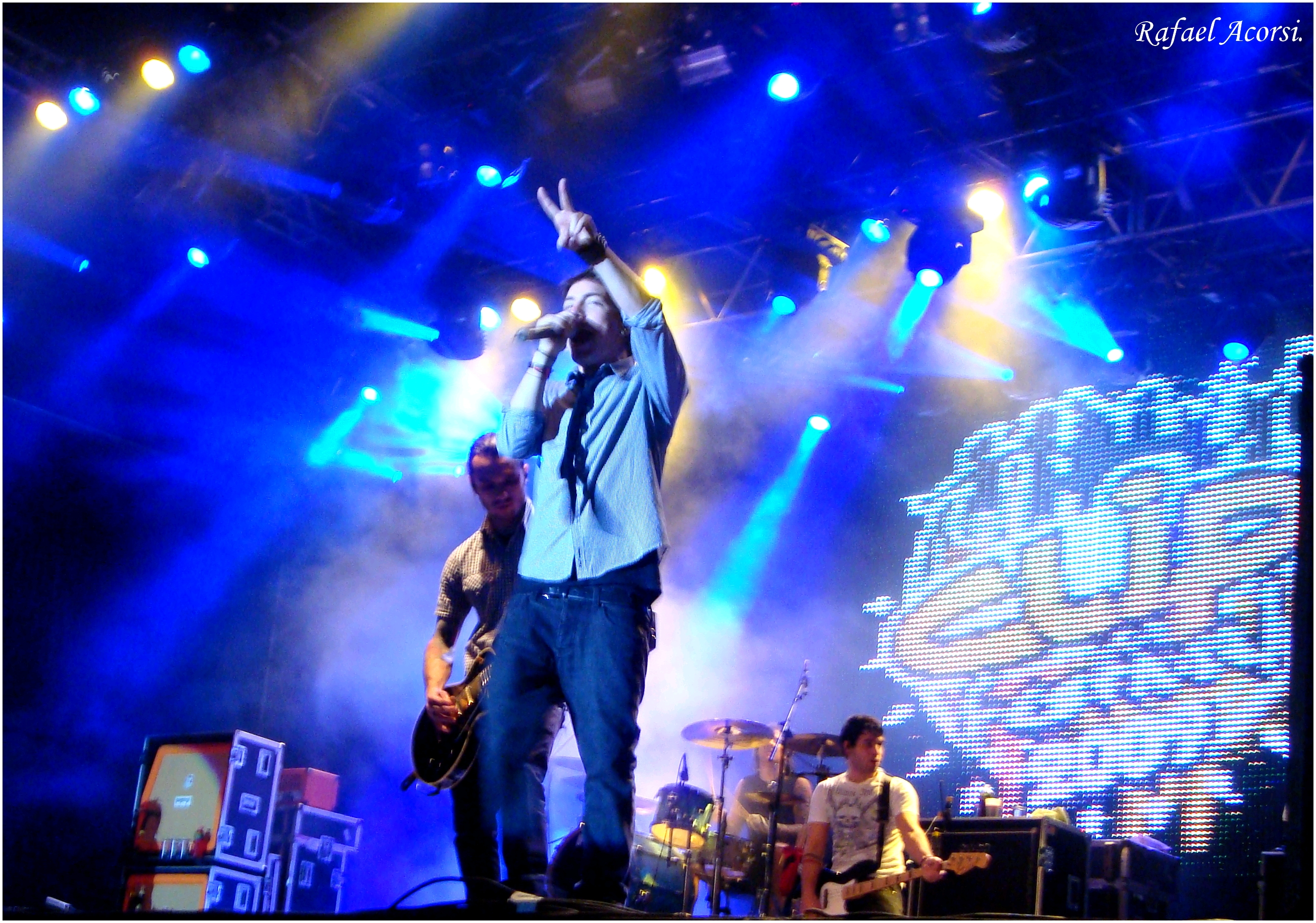
A banda NX Zero venceu três vezes seguidas

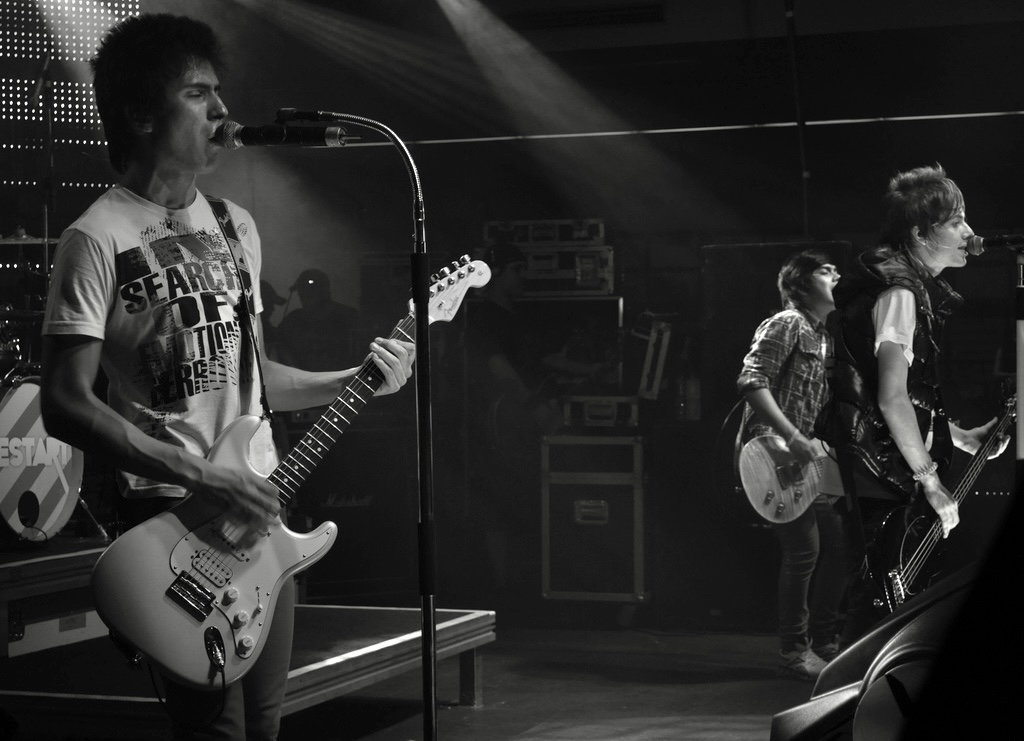
Restart venceu duas vezes

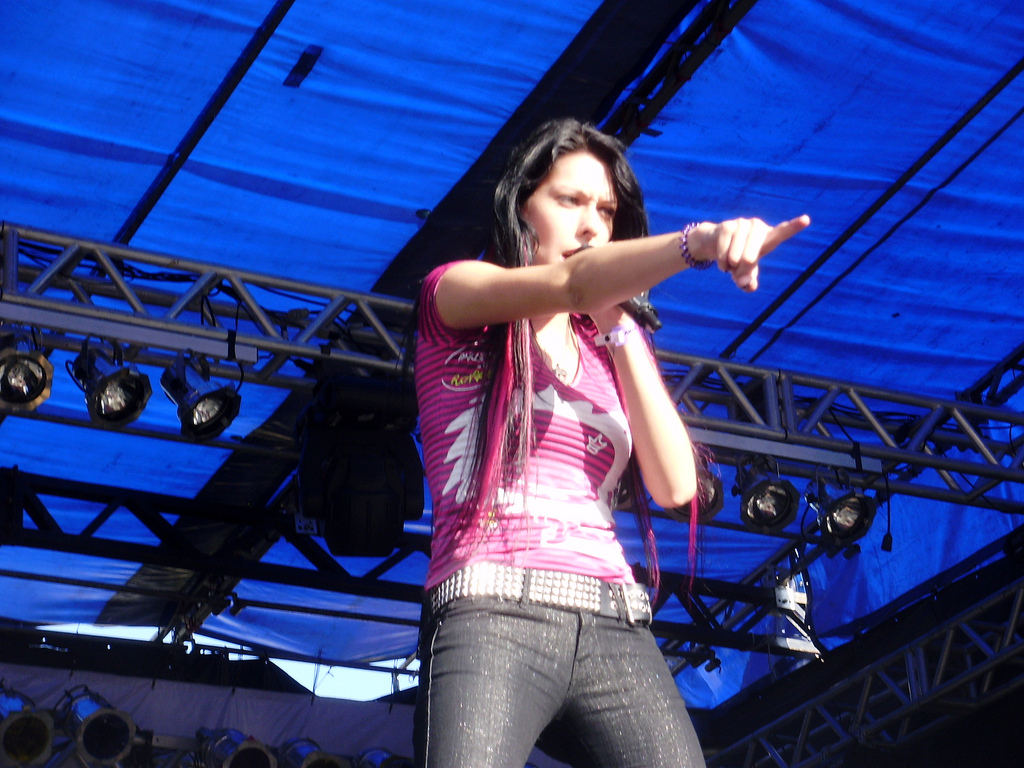
CW7 venceu em 2011

| 2007 | NX Zero | "Razões e Emoções"   | - Capital Inicial – "Eu Nunca Disse Adeus" - CPM 22 – "Além De Nós" - Natiruts – "Natiruts Reggae Power" - Pitty – "Na Sua Estante" | [ 2 ] |
| 2008 | NX Zero | "Pela Última Vez"    | - Charlie Brown Jr. – "Pontes Indestrutíveis" - Strike – "Paraíso Proibido" - Fresno – "Uma Música" - Vanessa da Mata e Ben Harper – "Boa Sorte/Good Luck" | [ 3 ] |
| 2009 | NX Zero | "Cartas pra Você"    | - Skank – "Sutilmente" - Seu Jorge – "Burguesinha" - Pitty – "Me Adora" - Wanessa Camargo part. Ja Rule – "Fly" | [ 4 ] |
| 2010 | Restart | "Levo Comigo"        | - NX Zero – "Só Rezo" - Skank – "Noites de Um Verão Qualquer" - Sandy – "Pés Cansados" - Pitty – "Fracasso" | [ 5 ] |
| 2011 | CW7     | "Me Acorde pra Vida" | - Emicida – "Rua Augusta" - Fake Number – "Primeira Lembrança" - Flora Matos – "Pretin" - Forfun – "Quem Vai, Vai" - Fresno – "Eu Sei" - Marcelo Jeneci – "Felicidade" - NX Zero – "Onde Estiver" - Rancore – "Jeito Livre" - Start – "Que Vença o Melhor"                               | [ 6 ] |
| 2012 | Restart | "Menina Estranha"    | - Agridoce – "Dançando" - ConeCrewDiretoria –"Chama os Mulekes" - CW7 – "Tudo Que Eu Sinto" - Emicida – "Zica, Vai Lá" - Forfun – "Largo dos Leões" - O Teatro Mágico – "Nosso Pequeno Castelo" - Projota – "Desci a Ladeira" - Rashid – "Quero Ver Segurar" - Strike – "Fluxo Perfeito" | [ 7 ] |